# Asobi ni Iku yo!
Asobi ni Iku Yo! (あそびにいくヨ!) é uma light novel japonesa escrita por Okina Kamino e ilustrada por Eizo Hoden e Nishieda. A série, que consiste em vinte volumes, foi publicada pela Media Factory sob seu rótulo MF Bunko J de 25 de outubro de 2003 a 25 de fevereiro de 2015. Uma adaptação para mangá de 888 começou a serialização na revista de mangá seinen Monthly Comic Alive em 26 de agosto de 2006. Uma adaptação para anime foi transmitida em 10 de julho de 2010. A Funimation licenciou e dublou o anime em inglês com seu elenco de dublagem de produção interna e a lançou em home video em 2012. A Manga Entertainment licenciou a série no Reino Unido.

## Enredo
Kio Kakazu é um cara de bom coração, mas sofisticado, que vive uma vida monótona e entediante. Um dia, depois de assistir a um funeral pela morte de um de seus ancestrais, ele é apresentado a uma garota com orelhas de gato chamada Eris. Na manhã seguinte, ele a encontra dormindo ao lado dele seminua. Ela explica a ele que é uma alienígena e que veio à Terra para aprender mais sobre seus habitantes.[carece de fontes?]
Mas sem o conhecimento deles, adoradores alienígenas fanáticos e organizações misteriosas estão em busca de Eris. Para piorar as coisas, os amigos de Kio acabaram fazendo parte dessas organizações. Agora cabe a Kio proteger Eris dessas organizações obscuras. Mas ele tem coragem e habilidade para fazer isso?[carece de fontes?]

## Mídia

### CDs de Drama
Uma série de quatro CDs dramáticos foi lançada pela Geneon Entertainment.

### Jogo eletrônico
Uma adaptação para jogo eletrônico chamada Cat Planet Cuties ～Chikyû Pinchi no Konyaku Sengen～ (あそびにいくヨ！～ちきゅうぴんちのこんやくせんげん～) feita pela Idea Factory foi lançada no PlayStation 2 em 27 de julho de 2006.